# Europäische Entdeckung Afrikas
Die europäische Entdeckung Afrikas beschreibt die zunehmende Kenntnis der Küstengebiete, später auch des Inneren des afrikanischen Kontinents durch Europäer.
Während die europäische Kenntnis von Afrika im Altertum im Wesentlichen auf Erzählungen von Eroberungsheeren und Seefahrern gründete, verdankt man Kenntnisse über den Kontinent während des Mittelalters hauptsächlich den Arabern, Italienern und Portugiesen. Später brachten kaufmännische Interessen europäische Staaten dazu, Expeditionen auszurüsten, um das Land zu erforschen und Kontakte zu den regionalen Herrschern aufzunehmen. Dazu kommt seit dem Ende des 18. Jahrhunderts zunehmend der geographische Wissensdrang, was sich in der Gründung der African Association 1788 in London ausdrückte. Die geographischen Kenntnisse, die die Europäer durch ihre Expeditionen erwarben, ebneten den Weg für die Kolonialisierung des afrikanischen Kontinents.
Besonders erstrebenswerte Ziele waren
- die Kenntnis des Niger-Stromes, wobei Nord- und Nordwestafrika erforscht wurde
- die Erforschung des Nils und der zentralafrikanischen Seen
- die Auffindung der Quellen des Kongo
- die äquatoriale West- und Ostküste
- die Erforschung Südafrikas

## Entdeckungsgeschichte im Altertum
Bis gegen Ende des 2. Jahrhunderts war man im Wesentlichen auf die Berichte von Kaufleuten, Soldaten und Eroberern angewiesen, wollte man Näheres über die Verhältnisse in Afrika erfahren. Bereits kurz nach 2500 v. Chr., unter Sahure, befuhren ägyptische Segler das Rote Meer  und gelangten bis zum Weihrauchland Punt in Südarabien. Die Ägypter unterwarfen Nubien, während die Phönizier später an der Nordküste des Kontinents entlang fuhren – „durch die Säulen des Herkules bis zur Mündung des Draa“.
Einmal sollen sie, wie Herodot berichtet, sogar ganz Afrika umschifft haben. Da dies auf Befehl des ägyptischen Pharaos Necho II. um 600 v. Chr. geschehen sein soll, müsste sich die Kunde davon in ägyptischen Archiven erhalten haben, doch haben sich die beiden größten ägyptischen Geographen jener Zeit, Eratosthenes und Ptolemäus, dagegen erklärt. Ptolemäus wusste dagegen bereits, dass sich der Nil aus großen Seen speist. Der Karthager Hanno der Seefahrer drang um 470 v. Chr. im Westen des Kontinents nach Ansicht der einen Forscher (Müller 1855) bis nach Sierra Leone, nach den anderen bis nach Kamerun und Gabun zum Kamerunberg, vor.
Zur Zeit Neros ging eine Expedition durch den Sudan bis an den Fluss Bahr al-Ghazal. Der Römer Septimius Flaccus hatte die Sahara betreten, die dann Iulius Maternus am Ende des 1. Jahrhunderts bis zum Tschadsee durchschritten haben soll. Die Beweise für eine römische Anwesenheit südlich des Garamanten-Landes sind rein literarisch, und die in römischen Quellen angegebenen Orts- und Flussnamen können sehr wohl auf Hörensagen beruhen. Auch die Lokalisierung der genannten Orte ist heute kaum noch möglich.

## Erforschung Afrikas im Mittelalter
Im Mittelalter waren es vor allem Araber, Italiener und Portugiesen, die eigene Kenntnisse über den Kontinent erwarben.
Seit dem 10. Jahrhundert gingen die Araber im Osten bis Äthiopien (Abessinien), an der Küste entlang bis Sofala und Madagaskar, im Westen bis zum Senegal und im Innern bis zum oberen Niger und zum Tschadsee. Es liegen geographische Berichte aus jener Zeit vor: Man kennt bereits Sofala und beschreibt die „Negerreiche“ südlich der großen Wüste. Ibn Battūta (1304–1377) aus Tanger bereiste ganz Nordafrika von Marokko bis Ägypten, die Ostküste bis Mombasa und Kilwa und zog durch die Wüste nach Timbuktu und Kuka.
Leo Africanus (1492–1556), einer der bekanntesten Reisenden des ausgehenden Mittelalters, hatte als Gesandter eine Reise von Marokko nach Timbuktu und Bornu unternommen. Durch die diplomatischen und handelspolitischen Beziehungen von Venedig und Genua mit den Barbareskenstaaten und Äthiopien erhielten berühmte Kartographen, wie Angelino Dalorto (1325 und 1339) und Fra Mauro (1459), wertvolles Material, das allerdings auf Nordafrika beschränkt blieb. Den Nil brachten sie mit dem Senegal und dem Niger in Verbindung. Marco Polo (1256–1323) lieferte Fabelberichte über die Inseln Sokotra, Madagaskar und Sansibar. Ende des 13. Jahrhunderts entdeckten Genuesen die Kanarischen Inseln, und 1351 erscheinen die Azoren auf einer italienischen Seekarte, der mediceischen Portolankarte.
1441 erreichte Antão Gonçalves das Kap Branco, 1445 Dinis Dias den Senegal. Bald darauf sahen Antonio da Noli und Alvise Cadamosto die Kapverdischen Inseln. 1462 drang Pedro da Cintra bis zum Kap Mesurado und 1471 José de Santarem bis über den Äquator (Kap Santa Catarina) vor. Zwischen 1482 und 1486 machte Diogo Cão zwei Reisen. Auf der zweiten wurde er von Martin Behaim begleitet und kam bis zum Kreuzkap bei 21°50' südl. Br.
Maßgeblich zur geographischen Erfassung des Kontinents trugen die portugiesischen Entdeckungen des 15. Jahrhunderts bei, die seit der Zeit Prinz Heinrich des Seefahrers (1394–1460) auf der Suche nach dem Seeweg nach Indien der Küste entlang systematisch immer weiter nach Süden vordrangen. Im Jahr 1487 drang Bartolomeo Diaz, von Johann II. entsandt, bis zum Kapland vor, wurde durch den aufkommenden Sturm auf den Ozean zurückgetrieben und erreichte das Land erst wieder jenseits des Kaps der guten Hoffnung, das er erst auf seinem Rückweg entdeckte. Daraufhin unternahm Vasco da Gama 1497 seine entscheidende Fahrt nach Ostindien. Nachdem António de Saldanha 1503 bis zum Kap Guardafui gekommen war, glückte es ihm schließlich 1520, Massaua im Roten Meer zu erreichen und 1541 sogar bis Sues zu gelangen.

## Afrikaforschung in der Neuzeit bis 1788
Der Handelsverkehr zwischen Europa und Amerika, nach dessen Entdeckung 1492, brachte im 16. Jahrhundert einen gewissen Stillstand in der weiteren Erforschung Afrikas durch die Europäer.  Im 17. Jahrhundert waren die europäischen Großmächte mehr bestrebt, Kräfte und Kapital für die dauerhafte Kolonisierung der entdeckten Gebiete zu verwenden oder durch Missionen das Christentum zu verbreiten. An diesen Unternehmungen beteiligten sich nun auch die übrigen europäischen Staaten. Große Teile Afrikas konnten – unter anderem wegen der Viehseuchen übertragenden Tsetsefliegen – nicht mit Reittieren erforscht werden, sondern nur unter größeren Strapazen mit Trägerkarawanen. Überdies waren die großen Flüsse nur teilweise mit Schiffen befahrbar.
Im Jahr 1626 ließen sich die Franzosen am Senegal nieder, 1650 die Holländer am Kap der guten Hoffnung, 1682 eine deutsche Gesellschaft auf Anregung des Großen Kurfürsten an der Goldküste. 1672 bildete sich eine englisch-afrikanische Handelskompanie. Die Portugiesen erweiterten ihre Besitzungen in Angola und Mozambique. Bedeutende Reisen unternahmen nur der Franzose André Brue in Senegambien den Senegal flussaufwärts, die Portugiesen Pedro Páez und Jerónimo Lobo, die bis zu den Quellen des Blauen Nils gelangten. Charles-Jacques Poncet bereiste Äthiopien.
Im 18. Jahrhundert versuchten Europäer von Nordafrika und Senegambien aus, an der Guineaküste und im Kapland tiefer ins Innere einzudringen. 1716 kam Pierre Compagnon in das goldreiche Bambuk am oberen Senegal, 1749 bis 1754 waren der Naturforscher Michel Adanson als erster wissenschaftlicher Reisender in Senegambien, zwischen 1750 und 1754 de Lacaille am Kap und auf Mauritius (Ile-de-France) tätig. Von 1769 bis 1772 erforschte Bruce Nubien, Äthiopien und den Oberlauf des Blauen Nils, 1772 bis 1776 Sparrman und Thunberg die Länder der „Hottentotten“ am Kap, deren Route Levaillant 1780 bis 1785 weiter nach Norden fortsetzte. 1777 entdeckte Gordon den Oranje. Carsten Niebuhr, der Begründer der Weltschifffahrtsstraße über Sues nach Indien, kam 1761 nach Ägypten und entwarf die erste korrekte Karte vom Roten Meer. Die erste kritische Karte von Afrika wurde 1737 von Johann Matthias Hase angefertigt, dem 1749 Bourguignon d’Anville folgte.

## Forschungsreisen seit 1788
Mehr und mehr kam im 18. Jahrhundert auch wissenschaftlicher Forscherdrang als Auslöser für Expeditionen nach Afrika in Betracht. Die erste wissenschaftliche Gesellschaft zur Erforschung war die 1788 in London gegründete African Association. Die Erkenntnisse aus der europäischen Erforschung Afrikas ebneten den Weg für die gewaltvolle Kolonialisierung des Kontinents durch europäische Großmächte. Zunächst konzentrierte sich die Forschung auf den Niger und den Nil. Hierauf folgte die Erforschung der zentralafrikanischen Seen und schließlich des Kongo-Stromgebiets.

### Die Erforschung des Nils
Beginnend mit den Reiseberichten Johann Ludwig Burckhardts wurden vom ersten Drittel des 19. Jahrhunderts an allmählich Nubien und der Sudan erforscht. Nach ausgedehnten Reisen am Obernil schrieb Alfred Brehm 1855 seine Reiseskizzen aus Nordafrika. Von 1868 bis 1871 unternahm Georg Schweinfurth eine Reise in das Gebiet der westlichen Nil-Zuflüsse und traf dabei auch auf Menschen der sogenannten Pygmäen. 1874 erschien sein zweibändiges Werk Im Herzen von Afrika, das den Autor bekannt machte. Ein einschneidendes Ereignis war der Mahdi-Aufstand von 1881 bis 1899, über den zahlreiche europäische Autoren berichteten.
Im Laufe des 19. Jahrhunderts wurde nach und nach das Geheimnis um die Nilquellen gelöst, das zuvor immer wieder die Geographen beschäftigt hatte. Großen Anteil daran hatten John Hanning Speke, Samuel White Baker, James Augustus Grant und Richard Kandt.

### Die Erforschung des Niger-Flusses
Man kannte den Lauf des Niger bei Timbuktu, doch weder seinen Ursprung noch seine Richtung weiter flussabwärts. Mungo Park (1795 bis 1797 und 1805/06), der von Senegambien aus vordrang, konnte feststellen, dass ein Gebirge den Niger vom Senegal und der Westküste trennt und dass der Fluss sich nach Osten richtet. Friedrich Konrad Hornemann kam 1798 von Kairo durch die nördlichen Oasen nach Mursuk und von dort aus bis Nupe an den Niger. Die Expeditionen Hugh Clappertons, Dixon Denhams und Walter Oudneys in den Jahren 1822 bis 1824 trugen zur Lösung vieler Fragen bei. Clapperton wurde 1825 ein zweites Mal entsendet. Er reiste von der Bucht von Benin aus den Niger aufwärts und erreichte im Juli 1826 Sokoto. Sultan Bello verbot ihm aber die Weiterreise und inhaftierte ihn. Clapperton wurde von Depressionen, Malaria und Dysenterie geplagt; er starb im April 1827.
Seinem Diener Richard Lemon Lander, der 1830 im Auftrag der britischen Regierung von den Joruba aus nach den Hausastaaten reiste und den großen Nebenfluss Binue entdeckte, glückte es, Clappertons Werk zu vollenden. Er fuhr auf der Rückreise den Niger abwärts bis zur Mündung in der Bucht von Benin. Dass der Niger in den Golf von Guinea münden müsse, hatte Reichard bereits 1802 konstatiert, doch waren seine Notizen infolge des Todes von Mungo Park 1806 verloren gegangen.
Ein besonders erstrebenswertes Ziel im Nigergebiet war Timbuktu. Der Engländer Laing kam zwar 1825 von Tripolis aus in diese Stadt, doch machte seine Ermordung auf dem Rückweg diese Reise ergebnislos. Von Sierra Leone aus gelangte Caillié 1827 bis 1828 auf seiner denkwürdigen Reise an den oberen Niger und bis nach Timbuktu, durchzog die gesamte Wüste, überstieg den Hohen Atlas und kam bei Tanger wieder an die Küste. Die anschließenden Reisen verbanden mit der Klärung des Nigerproblems meist Durchquerungen der Sahara und die Erforschung des Tschad. Die britische Regierung entsandte nach dem Vorschlag von James Richardson, der 1845/46 nach Mursuk, Ghadames und Ghat gekommen war, eine große Expedition durch die Sahara nach Bornu, deren bekannteste Teilnehmer Barth und Overweg waren. Barth erschloss zwischen 1850 und 1855 die neue Wüstenroute über Aïr nach Bornu, die Länder am Tschadsee und südlich bis zum 10. Breitengrad, überschritt das Gebirge und besuchte als erster Europäer Adamaua. Er befuhr den Binue und erforschte das Flussgebiet des Niger zwischen Say und Timbuktu, wo er mit Hilfe des geistlichen und politischen Oberhauptes der Stadt, Sidi Ahmad al-Baqqai, die Geschichte des Songhai-Reiches und die Kultur der Tuareg erforschen konnte.
Nach Barth folgte Eduard Vogel (1853 bis 1856), der nach Wadai vordrang, wo er aber auf Befehl des Sultans ermordet wurde. Von Beurmann erlitt ein ähnliches Schicksal bei Kanem. Gerhard Rohlfs durchquerte 1865 bis 1867 zum ersten Mal ganz Nordwestafrika von der Syrte bis zum Golf von Guinea, wobei er neue Wege durch die Haussa-Staaten bis zum mittleren Binue und durch Yoruba-Land bis Lagos einschlug. Gustav Nachtigal ging 1869 bis 1874 von der Basis Tripolis-Kuka aus; er machte drei größere Entdeckungsreisen nach Tibesti, Borkou und Wadai, von wo aus er über Darfur und Kordofan den Nil erreichte. Auf zwei Reisen nach Süden, deren erste ihn nach Baguirmi den Schari aufwärts bis über 10° nördliche Breite führte, zog er weitreichende Informationen über das Flusssystem des Schari ein. In umgekehrter Richtung durchzogen Pellegrino Matteucci und Alfonso Maria Massari von Kordofan, Bornu, Niger bis zum Golf von Guinea. Auf der Wasserstraße des Binue setzten mit eingehenden Forschungen der Engländer William Balfour Baikie (1854) und der Deutsche Robert Flegel (1879 bis 1885) ein, der von den Quellen des Binue und vom Hochland von Adamaua die ersten sicheren Informationen brachte.
Vom Norden gingen weiter aus:
- Henri Duveyrier (1859 bis 1861), der bedeutendste Erforscher der nördlichen Sahara
- Paul Soleillet (1874 und 1878), Abenteurer und Kolonialpropagandist
- Gerhard Rohlfs (1861 bis 1864)
- Oskar Lenz (1880), dem es endlich glückte, von Marokko aus Timbuktu zu erreichen und von hier an die Westküste zu gelangen.

Charles de Foucaulds Reise quer durch Marokko wirkte bahnbrechend für die kartographische Darstellung der drei Atlasketten.
Die von 1898 bis 1900 dauernde Mission Foureau-Lamy durchquerte von Algerien aus die Sahara und erreichte über Zinder den Tschadsee und Kongo.
Folgenreich waren die Bemühungen von Senegal aus. Bereits 1818 entdeckte Mollien die Quellen des Senegal und des Gambia. Nach Raffenels Vorstoß nach Kaarta (1847) begann eine detaillierte Erforschung Senegambiens bis zum Niger unter der Regierung des Gouverneurs Faidherbe (1855 bis 1865). Die Expeditionen drangen in die Wüstenlandschaften im Norden bis Adrar-Tmarr (Vincent 1860) und bis in die Nähe von Timbuktu vor (1860 bis 1861). Schließlich fuhr Leutnant Caron 1887 auf einem Kanonenboot den Niger abwärts von Bamako bis Kabara, dem Hafenplatz von Timbuktu. Im Jahre 1894 besetzten französische Truppen unter Oberst Bonnier die eigentliche Stadt, wurden aber wenige Tage später von den Tuareg, den bisherigen Herren über Timbuktu, niedergemacht. Erst dem späteren Marschall Joffre gelang die endgültige Besetzung der Stadt und die Vertreibung der Tuareg.

### Das 20. Jahrhundert
Nach dem Ersten Weltkrieg war zwar die Zeit der großen Entdeckungsreisen vorbei, es erschienen aber weiterhin Reiseberichte, die sich an ein breites Publikum wandten. Dazu gehörten die Expeditionsberichte von Leo Frobenius und Paul Schebesta, der in den 1930er Jahren die Begegnung mit den Pygmäen vermittelte. Großer Beliebtheit erfreuten sich die Fliegerbücher von Walter Mittelholzer sowie die Bücher von Martin Johnson zu seinen Reise- und Expeditionsfilmen. Reise- und Filmabenteuer verarbeitete auch der Wiener Colin Ross. Eine besondere Herausforderung bildete noch immer die Sahara, von deren Erforschung unter anderem Hansjoachim von der Esch, Ladislaus Almásy, Heinrich Schiffers, Nikolaus Richter und Georges-Marie Haardt in vielgelesenen Büchern berichteten. 1951 unternahm Herbert Kaufmann alleine eine Durchquerung Afrikas von Nord nach Süd und erzählte davon in seiner Reportage Afrika. Reise durch einen sich wandelnden Kontinent. In einem zweiten Reisebericht, Reiten durch Iforas, berichtete er von seiner Wüstenexpedition.